# Matei Millo

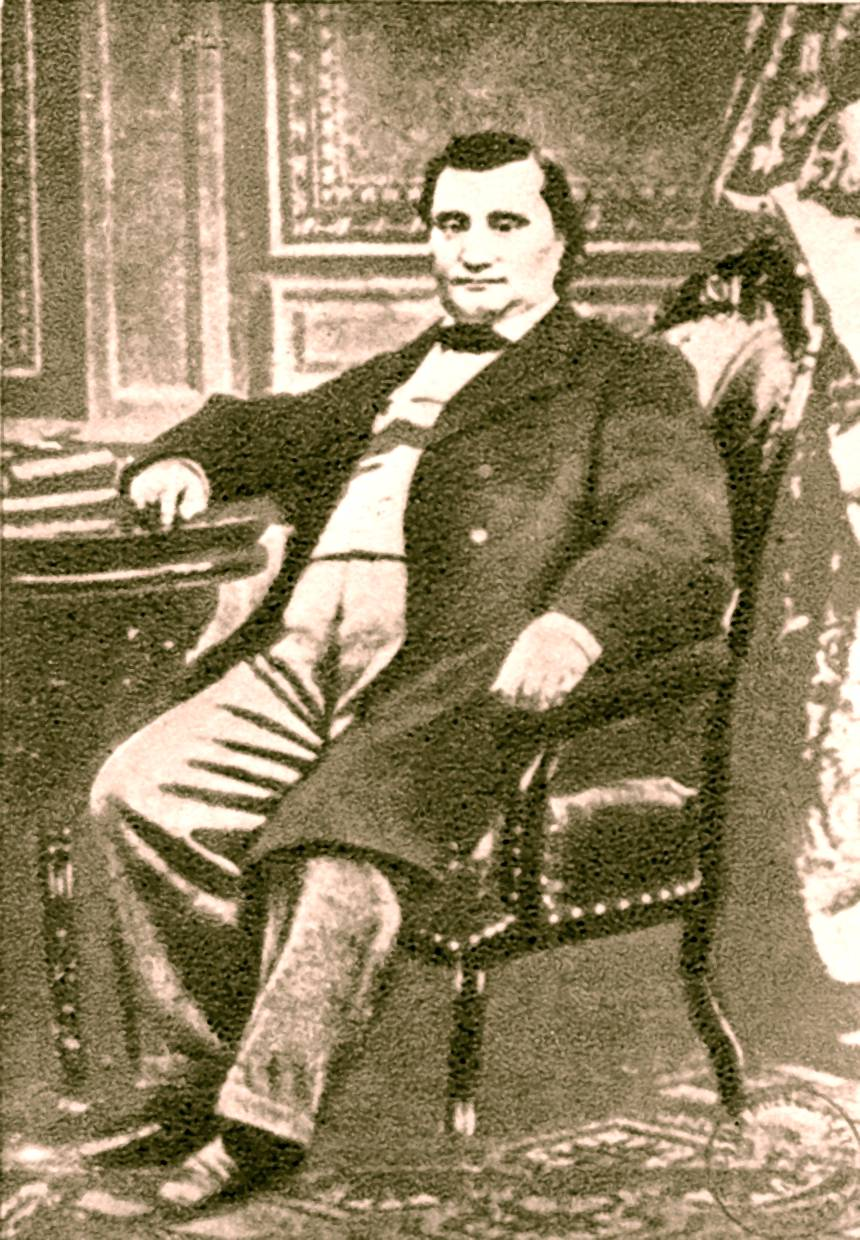
Matei Millo

Matei Millo (n. 25 noiembrie 1814, Stolniceni-Prăjescu, Iași, Principatul Moldovei – d. 9 septembrie 1896, București) a fost un actor și autor dramatic român.
Matei Millo a început învățătura în casa părintească din Stolniceni-Prăjescu, județul Iași. Și-a continuat studiile la școala lui Victor Quenim din Iași, unde i-a avut colegi, printre alții, pe Vasile Alecsandri și Mihail Kogălniceanu. A urmat apoi Academia Mihăileană, iar după absolvirea acesteia, în 1840, a plecat la Paris, unde a studiat arta dramatică timp de cinci ani.
A desfășurat la Iași și la București o activitate multilaterală de actor, director de scenă, autor dramatic, conducător de trupă și director de teatru, precum și de profesor. Matei Millo a fost un fervent susținător al repertoriului național și un interpret strălucit al comediilor lui Vasile Alecsandri. A cultivat în teatrul românesc interpretarea realistă reacționând împotriva stilului declamator. Jocul lui Millo se caracteriza printr-un fin simț de observație, sobrietate, capacitate de nuanțare, minuțiozitate în caracterizarea variată a personajelor, umor și vervă neobosită.
Pe 26 decembrie 1848 la Teatrul Național din Iași a avut loc premiera primei operete românești, Baba Hârca, pe text de Matei Millo și muzică de Alexandru Flechtenmacher, cu subtitlul operată-vrăjitorie în două acte și trei tablouri. Matei Millo a interpretat rolul principal fiind și primul actor român care a jucat în travesti. Costumul este păstrat și astăzi la Muzeul Mihai Eminescu.
Printre rolurile care i-au asigurat popularitatea se numără travestiurile Chirița, Mama Anghelușa, Baba Hîrca, Ciubăr din Despot-Vodă, Barbu Lăutaru de V. Alecsandri, Shylock din Neguțătorul din Veneția de Shakespeare, Sancho Panza din Don Quijote de Cervantes etc.
Concepția artistică a lui Matei Millo a influențat puternic teatrul românesc de la sfârșitul secolului al XIX-lea și începutul secolului al XX-lea. Ca autor dramatic a scris comedii satirice.
A decedat în 1896 și a fost înmormântat în Cimitirul Bellu.

## Galerie imagini

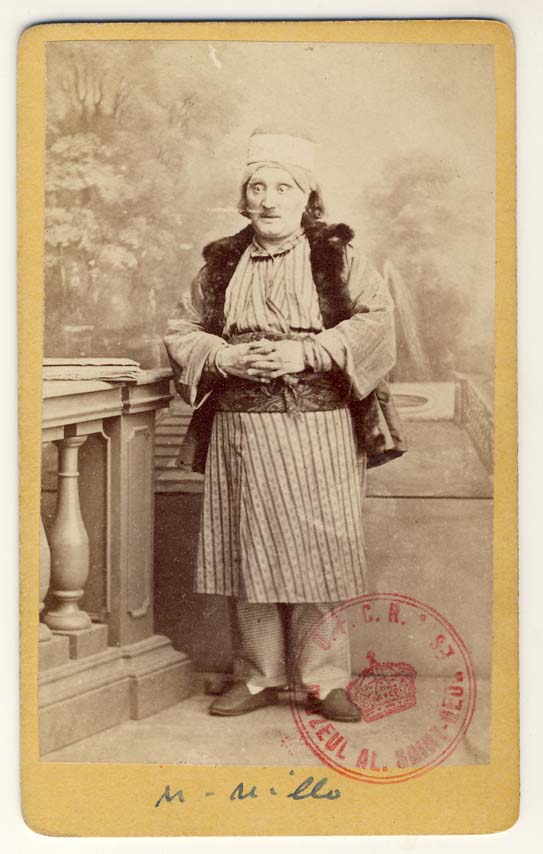
Matei Millo în costumație de teatru, din piesa Paracliserul – fotografie de Carol Popp de Szathmári
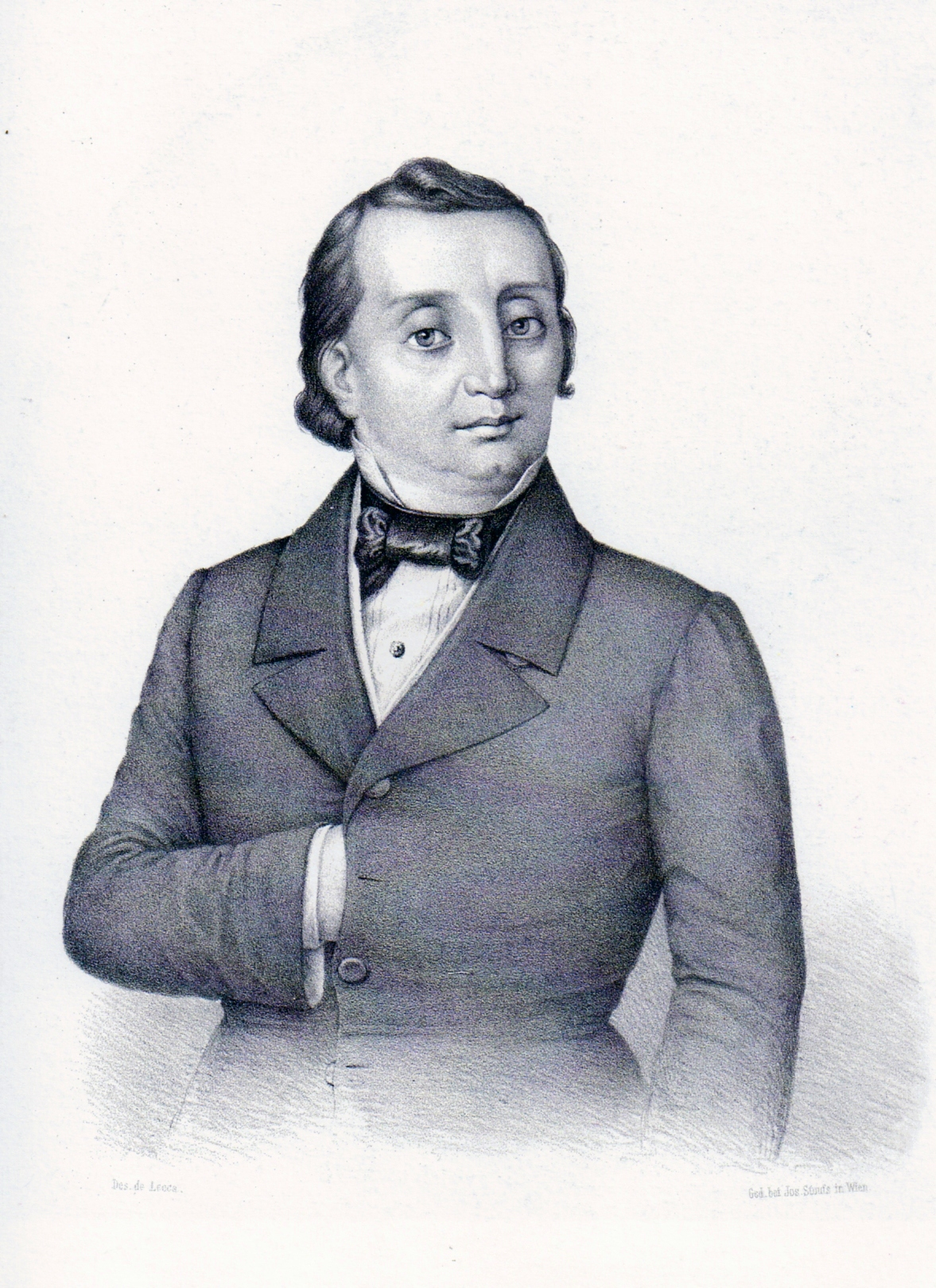
Litografie realizată de Constantin Lecca
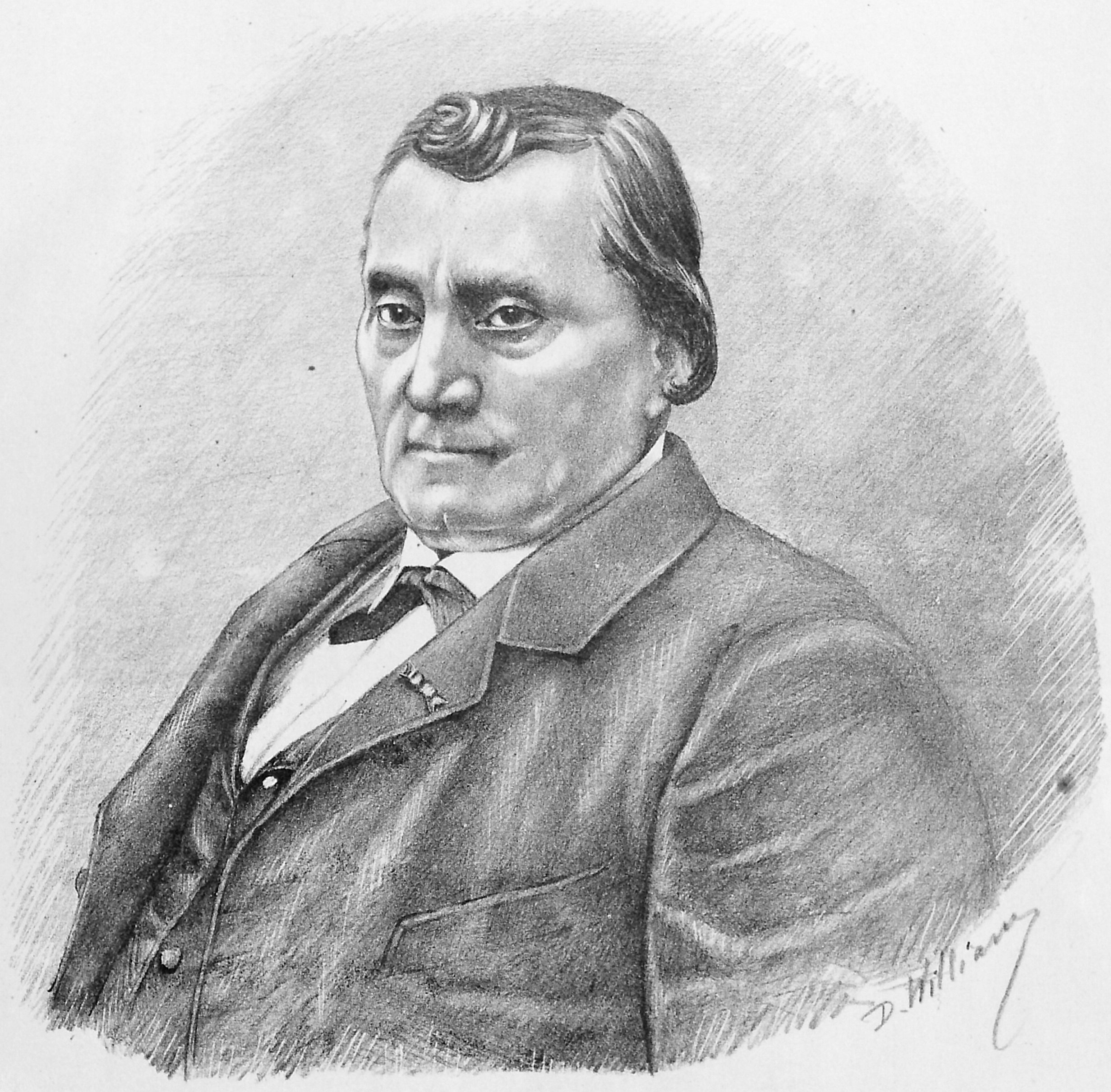
Litografie realizată în 1881 de D. William
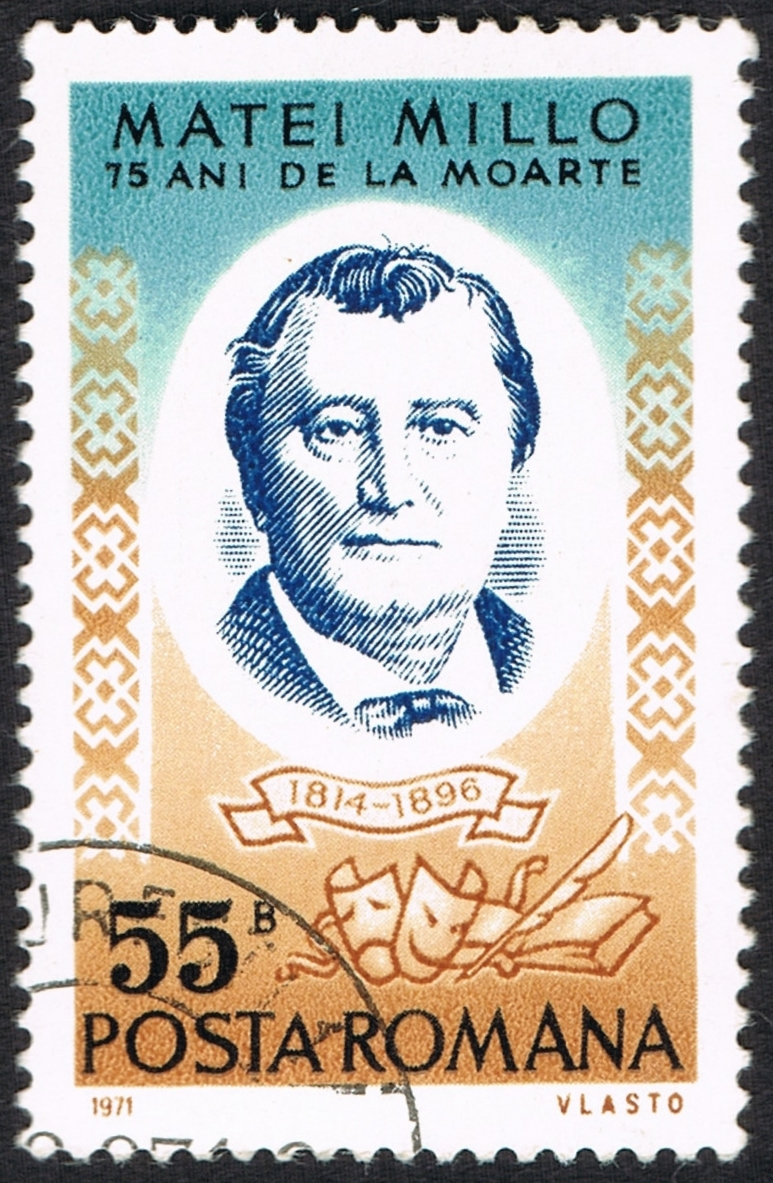
Matei Millo, pe un timbru emis de Poșta Română în 1971